# Oshin
Oshin (おしん) là một bộ phim truyền hình nhiều tập được chiếu vào buổi sáng (asadora) của Nhật Bản. Bộ phim kể về cuộc đời của Tanokura Shin sinh vào cuối thời kỳ Minh Trị cho đến đầu thập niên 1980. Shin được gọi là "Oshin" để thể hiện sự tôn kính.
Tại Việt Nam, phim từng được phát sóng trên kênh VTV1 vào năm 1994 và được TVM Corp. mua bản quyền và phát sóng trên kênh HTV3 vào năm 2012.

## Khái quát
Tổng cộng phim có 297 tập, mỗi tập dài 15 phút với tỉ lệ trung bình 52,6% khán giả và cao điểm là 62,9% tại Nhật Bản. Cho đến nay, phim này đã được chiếu ở 68 quốc gia với phụ đề từ tiếng Anh, tiếng Ả-rập. Năm 1984, đoạn nói về cuộc đời Oshin thời trẻ đã được Sanrio làm thành phim hoạt hình (anime).
Năm 1994, phim được chiếu tại Việt Nam và đã tạo nên một cơn sốt. Từ đó, ô-sin trở thành từ tiếng Việt có nghĩa "người giúp việc trong gia đình".

## Cốt truyện phim
Bộ phim được bắt đầu từ thời hiện tại (năm 1983), thay vì tham dự buổi lễ khai trương cửa hàng thứ 17 của gia đình mình, bà Tanokura Shin (Oshin) lại quyết định thực hiện một chuyến du lịch bằng tàu hỏa mà không cho gia đình mình biết. Mọi người trong gia đình bà rất lo lắng, tìm kiếm bà khắp nơi nhưng vô ích. Chỉ có Kei - Cháu nội của bà Shin chợt nhớ ra câu chuyện về con búp bê Kokeshi mà bà đã từng kể cho anh. Dựa vào những tình tiết của câu chuyện và linh cảm của mình, Kei đã tìm ra bà Shin. Tại nơi bà cháu gặp nhau, hai người đã cùng ôn lại những kỷ niệm trong suốt cuộc đời bà, và cũng là những giai đoạn thăng trầm nhất của đất nước Nhật Bản trong Thế kỷ 20.

### Thuở ấu thơ ở Yamagata
Năm 1907, ở Yamagata, Oshin khi đó mới 7 tuổi đã bị cha mình cho đi ở - giữ trẻ cho một nhà ở khá xa để gia đình bớt khó khăn. Mặc dù bị nhà chủ đánh đập, hành hạ cả về thể chất lẫn tinh thần, nhưng Oshin vẫn ráng sức chịu đựng, tất cả em đều nghĩ về gia đình mình, mong muốn cha mẹ và các em đỡ khổ. Có giáo viên địa phương động lòng thương cảm đã thuyết phục nhà chủ cho em được phép học tiểu học và mang đứa trẻ theo. Tuy nhiên, bạn cùng lớp của Oshin lại bắt nạt em và dọa là sẽ làm hại đứa trẻ đó. Vậy nên dù không muốn nhưng Oshin buộc phải thôi học. Thế nhưng, cho đến một ngày em bị nhà chủ vu cho là ăn cắp tiền của họ thì Oshin không chịu đựng được nữa, em trốn về với mẹ Fuji. Giữa đường, em gặp phải một trận bão tuyết lớn và bị lạnh cóng đến suýt chết. May mắn thay, em được cứu bởi một người đàn ông tên là Shunsaku, một người lính đào ngũ khỏi Lực Lượng Đế quốc Nhật Bản, hai người đồng cảnh ngộ đã ở lại cùng nhau chờ cho đến khi tuyết tan. Dưới sự dẫn dắt của Shunsaku, Oshin đã cải thiện được kỹ năng viết và đọc hiểu. Khi trận bão tuyết dần suy yếu, hai người họ bị phát hiện và Shunsaku bị bắn chết. Oshin sau đó cũng phải chịu sự hộ tống và truy hỏi của quân lính về Shunsaku. Một tên lính đã hỏi rằng Oshin có muốn được đưa về nhà không. Tuy nhiên Oshin đã từ chối lời đề nghị và một mình đi bộ về Sakata.

### Làm việc tại Kagaya
Đến khi về được nhà thì Oshin, một lần nữa, lại bị cho đi ở, lần này là đến vùng Kaga-ya cũng với nghề trông trẻ. Mọi việc bắt đầu không suôn sẻ bởi em từng dính líu đến lính đào ngũ Shunsaku. Em còn xung đột với cả người cùng trang lứa Kayo, nữ trưởng trong nhà và đã được chỉ đích là người kế thừa. Nhưng bà lớn Kaga-ya Yashiro luôn lấy Oshin làm gương để khiến cho Kayo bớt tính trẻ con, yêu sách hơn. Dần dần hai em đã trở thành bạn tốt của nhau. Bà Yashiro nhìn thấy được tố chất của Oshin nên uốn nắn em rất sớm, dạy em từ viết chữ, đọc sách đến sử dụng bàn tính. Mẹ của Kayo không vui với những gì em được nhận bởi nó vượt qua cả quy tắc xã hội đối với một người ở. Tuy nhiên, cô cũng dần chấp nhận Oshin sau khi em có công cứu mạng Kayo. Oshin ở nhà Kaga-ya cho đến năm 16 tuổi. Trong khoảng thời gian này ai cũng yêu mến em, kể cả những người tôi tớ. Rồi đột nhiên, bà nội em qua đời và bà chủ Yashiro rất tốt bụng cho em được về thăm nhà để có những phút giây cuối cùng với người bà đã mất của mình. Cái chết của bà em khiến em hận cái nghèo đến tận xương tủy và thề rằng một ngày nào đó mình sẽ phải thoát khỏi tình cảnh hiện tại.
Một ngày nọ có người đàn ông lạ mặt tên Kota Takakura đến Sakata. Trong khi Oshin đang dảo bước tìm cô chủ Kayo gần bờ biển thì Kota nhờ Oshin đóng giả như là bạn gái để thoát khỏi truy đuổi của cảnh sát. Cuộc sống sau này của Kayo và Oshin đã hoàn toàn thay đổi kể từ sau sự xuất hiện của người đàn ông này. Anh là con trai của một gia đình địa chủ giàu có, một người theo chủ nghĩa xã hội và muốn cải thiện cuộc sống của những người dân nông dân làm thuê ăn không đủ no thông qua các cuộc vận động chính trị và cải cách ruộng đất. Kota tiết lộ cho Oshin biết những nỗ lực cải tổ chính trị của mình và thuyết phục được cô tin theo lí tưởng, hoài bão lớn ấy. Thật trớ trêu thay khi cả Kayo và Oshin đều thích Kota. Kota không đáp lại tình cảm của Kayo bởi đơn giản cảm thấy rằng sự say mê ấy tương tự như những tình cảm đặc biệt mà anh có với Oshin.
Cũng trong thời gian đó, bà lớn Yashiro dạy cho Oshin trà đạo cũng như những việc nữ công gia chánh khác nhằm mong Oshin được gả vào một gia đình tốt. Bà gán ghép Oshin với con trai thứ của gia đình giàu có ở Sakata. Tuy nhiên mối duyên không thành bởi tình yêu thầm kín của Oshin dành cho Kota. Còn về phía Kayo, cô trưởng thành với một niềm đam mê mãnh liệt dành cho vẽ tranh và văn học, cô cũng chẳng hào hứng với việc tiếp quản nhà Kaga-ya hay tập nữ công gia chánh để cưới được chồng tốt. Cô tin rằng người mà cô lấy sẽ là người đàn ông cô yêu. Rồi một ngày cô phát hiện được tình yêu giữa Kota và Oshin khi vô tình đọc được lá thư của Kota hẹn Oshin sẽ cùng nhau bỏ trốn, Kayo đã tức điên lên và chạy đến địa điểm hẹn nói rằng Oshin chuẩn bị kết hôn với con trai một gia đình giàu có, Kota đau lòng từ bỏ. Kayo trốn đi Tokyo cùng Kota. 
Sau khi suy sụp trong sự đau đớn cùng sự áy náy khi không thể nói với gia đình Kaya về tình cảnh thật sự của Kota, Oshin quyết định xa Kaga-ya và quay về nhà.

### Trở lại Yamagata
Sau khi về đến nơi, Oshin đoàn tụ với chị gái Haru, người bị trả về nhà vì mắc bệnh lao. Lời trăn trối cuối cùng của chị là được gặp người mình yêu tên Hirano. Khi viếng thăm, Hirano đã tiết lộ rằng chính điều kiện làm việc tồi tệ ở xưởng dầu đã khiến cho chị cô cùng rất nhiều người làm công mất mạng, nhưng vì lợi ích và nỗi lo sợ bị mất việc của mình nên anh không dám đấu tranh. Cũng trong khi ấy, Oshin phát hiện ra rằng cha cô muốn cô làm phục vụ quán rượu để phụ giúp gia đình. Chị Haru liền khuyên em gái rằng tuyệt đối không được tin lời của cha. Do từ lúc trước khi cảm thấy sức khỏe không ổn, chị đã chuẩn bị một công việc tại Tokyo cho sau này, nên chị Haru đưa cho em gái một ít tiền cùng địa chỉ, tên người đã hứa nhận chị vào làm tóc. Chị Haru chết ở tuổi 19 vào năm 1916. Bà Fuji, mẹ Oshin, khi trở về nhà để chăm sóc con gái Haru, cũng hoàn toàn ủng hộ Oshin trốn tới Tokyo. Sau cái chết của chị, Oshin bỏ lên Tokyo để theo đuổi ước mơ làm tóc mà chị gái vẫn còn đang dang dở.

### Làm tóc ở Tokyo
Oshin được đào tạo tại một tiệm làm tóc truyền thống Nhật Bản. Sau hai năm học việc, Oshin nhận thư từ mẹ báo rằng Sayo, em gái Kayo đã qua đời do căn bệnh viêm phổi. Do từng là người trông trẻ cho Sayo tại nhà Kaga-ya ở Sakata, Oshin quyết định quay về viếng thăm gia đình nên được biết rằng Kayo vẫn chưa về nhà và vẫn còn đang ở đâu đó tại Tokyo. Tuy mẹ Kayo cầu xin cô hãy ở lại nhưng Oshin không thể làm điều đó vì vẫn còn cảm thấy tổn thương kể từ khi Kayo và Kota rời Sakata 2 năm trước. 
Một năm sau, Oshin tình cờ bắt gặp Kayo-lúc này đang làm nhân viên phục vụ ở tiệm cafe phố Ginza. Bởi vì tính chất công việc nên Kota không còn ở đây. Sau khi biết về cái chết của Sayo, Kayo quyết định về nhà ở Sakata 1 tháng.
Nhân dịp này, bà Yashiro đã sắp xếp hôn sự của Kayo với cậu ba nhà buôn gạo Osaka, Masao, người đã tốt nghiệp từ trường Đại học Hoàng Gia Tokyo (ngày nay là trường đại học Tokyo), nhằm để tiếp quản công việc kinh doanh. Kayo muốn quay về Tokyo tiếp tục đợi chờ sự hồi đáp của Kota, nhưng bà Yashiro lên cơn đau tim, bởi vậy Kayo miễn cưỡng phải ở lại. Cô gọi điện cho Oshin để biết rằng khi nào Kota sẽ quay trở lại Tokyo. Oshin tình cờ gặp Kota khi đến dọn dẹp căn hộ cho thuê của Kayo. Anh ấy nói rằng đừng cho Kayo biết anh đã về đây và việc anh không hề yêu Kayo, anh chỉ mượn cô để lấp đầy khoảng trống trong tim mình khi không thể đến với Oshin. Oshin đến Sakata tham dự đám cưới Kayo. Cô không báo cho Kayo biết việc đó bởi vì tương lai của nhà Kaga-ya. Thông qua Kayo, Oshin được gặp gỡ Ryuzo Tanokura, một người thương nhân buôn vải giàu có hay lui tới quán cafe ở Ginza. Là cậu ba của gia tộc danh giá ở Saga, Ryozu quyết chí đến Tokyo để theo đuổi hoài bão của riêng mình. Sau đó, Ryozu đem lòng yêu Oshin và hai người cưới nhau bất chấp sự phản đối của bố mẹ hai bên.

### Cuộc sống hôn nhân ở Tokyo
Công việc kinh doanh của Ryuzo bắt đầu sa sút bởi chiến tranh sắp nổ ra và sự thiếu sắc bén trong kinh doanh của anh. Những nỗ lực của Oshin muốn vực dậy công việc kinh doanh đã vấp phải sự phản đối quyết liệt của Ryozo khi anh cho rằng kinh doanh là việc của đàn ông. Để hỗ trợ thu nhập gia đình, Oshin quyết định quay lại nghề làm tóc dưới sự chấp nhận khiên cưỡng của Ryuzo. Cô ngày càng ra dáng trở thành một người trụ cột gia đình hơn, điều này làm cho Ryuzo cảm thấy mặc cảm vì anh nghĩ rằng đã là một người đàn ông thì phải chăm lo được cho gia đình của mình. Anh ngày càng nhụt chí và biếng nhác, sa chân vào rượu và phụ nữ, trong khi đó Oshin chỉ nhắm mắt làm ngơ bởi vì yêu anh. 
Sau khi thẳng thắn tâm sự, Ryuzo nói rõ sự cay đắng của mình, Oshin chợt nhận ra rằng chính sự làm việc không ngừng nghỉ để gánh vác gia đình của cô đã làm tổn thương lòng tự trọng của chồng. Cô đã nghĩ rằng sẽ tốt hơn cho Ryuzo nếu cô rời anh đi. Tuy nhiên chính lúc này Oshin nhận ra bản thân mình đang mang thai. Cô từ bỏ công việc làm tóc để gìn giữ cuộc hôn nhân hạnh phúc. Nhưng khi mất đi nguồn thu nhập này, gia đình ngày càng rơi vào cảnh túng thiếu khiến cho Ryuzo nhận ra rằng anh phải dẹp đi lòng kiêu hãnh của mình để gánh vác gia đình. Anh đã vay tiền để sửa sang lại căn nhà và bắt đầu cân nhắc cho một phương án kinh doanh mới.
Nhận ra rằng họ cần vốn để khởi nghiệp, Oshin thuyết phục Ryuzo cho mình đem vải đi chợ đêm bán. Ngay sau lần đầu thành công rực rỡ, cô đã xoay sở để bán toàn bộ số vải tồn kho trong vòng 10 ngày dưới sự giúp đỡ của người bảo kê tên Ken. Họ quyết định dành số tiền này để may quần áo trẻ em theo phong cách phương Tây được chính tay Oshin thiết kế. Ryuzo chuyển sang bán các sản phẩm ở chợ lớn địa phương Onoya. Vì giá cả quần áo phải chăng nên hàng đã hết chỉ ngay sau một ngày bán, và Ryuzo bắt đầu mở rộng sản phẩm dù Oshin lòng đầy lo lắng.
Vì con trai chào đời sớm, Ryuzo mời mẹ Fuji đến thăm. Oshin sinh một đứa trẻ rất khỏe mạnh được đặt tên là Yu (lòng can đảm). Sau khi mẹ Fuji đi, bố của Ryuzo cũng đến thăm đứa bé. Hai người họ được biết là mẹ của Ryuzo bà Kiyo vẫn không chấp nhận Oshin. Ryuzo quyết tâm mượn một khoảng tiền lớn để mua đất và xây dựng xưởng sản xuất lớn, tin rằng việc kinh doanh thành công sẽ khẳng định giá trị của mình dù có là cậu ba và sẽ thuyết phục được mẹ mình chấp nhận cuộc hôn nhân này.
Một ngày nọ, Kayo đột ngột tới và nói muốn thăm đứa trẻ. Tuy nhiên, cô ấy tiết lộ rằng cô sẽ sớm trốn thoát khỏi cuộc hôn nhân không hạnh phúc ở Sakata và tìm Kota khi nghe tin anh đang ở nhà bố tại Tokyo. Kota đồng ý gặp Kayo. Tuy nhiên, Kota nói với cô rằng lý do duy nhất để anh gặp cô là anh muốn xin lỗi cô về cái cách anh đã rời bỏ cô đi. Do vẫn sẽ còn phải liên tục dính líu tới các cuộc biểu tình công nhân, anh không phải là một lựa chọn tốt cho cuộc sống hôn nhân hạnh phúc. Kayo nhận ra bản thân bao năm qua đã nực cười biết bao khi Oshin mới thật sự là người mà Kota yêu thương. Kayo quay về Sakata và chấp nhận quyền thừa kế công việc kinh doanh gia đình.
Sau nhiều tháng làm việc và chuẩn bị, cuối cùng thì cũng đến ngày khai trường nhà máy mới. Thế nhưng, cơn động đất kinh hoàng đã phá hủy toàn bộ cửa hàng và thiêu rụi căn nhà của họ. Người đầy tớ trung thành Genji cũng đã chết để bảo vệ cho cậu chủ Yu được sống sót. 
Chỉ còn lại món nợ khổng lồ và ước mơ tan vỡ, Ryuzo quyết định rằng không còn cách nào khác ngoài việc quay về gia đình mình tại Saga. Oshin rất sợ hãi về những gì cô sắp tới với người mẹ chồng, cô cầu xin Ryuzo hãy thử lại lần nữa và xây dựng cuộc sống từ đầu ở Tokyo. Nhưng sau khi nếm trải sự tuyệt vọng quá lớn, Ryuzo không còn muốn thử lại nữa. Mặc dù Oshin muốn ở trên Tokyo với Yu, nhưng mẹ cô thuyết phục cô hãy theo chung sống cùng Ryuzo vì lợi ích của đứa trẻ.

### Quãng đời gian khổ ở Saga
Sau khi về Saga, họ được chào đón nồng nhiệt bởi cha Ryuzo. Nhưng Oshin phải chịu đựng những chỉ trích từ mẹ chồng Kiyo, người đổ lỗi rằng cô chính là người đã gây ra toàn bộ những biến cố trong cuộc đời Ryuzo cũng như cái chết của bác Genji. Anh cả Ryuzo nói thẳng rằng Ryuzo sẽ không nhận được một xu nào từ gia đình vì toàn bộ phần thừa kế của Ryuzo đã do anh ta tiếp quản. Kiyo cũng nói cho họ biết là họ sẽ phải làm công việc đồng áng nặng nọc để trang trải cuộc sống-một cuộc sống mà Oshin nghĩ rằng mình đã trốn thoát kể từ cái ngày cô rời nhà.
Kiyo rất chuyên quyền, hạch sách, luôn chỉ trích Oshin trong khi Ryuzo chẳng chịu tý trách nhiệm nào cho vợ của mình. Vì không có tiền, hai người họ thậm chí không thể mua nổi những thứ như súp, mì để ăn. Oshin muốn được quay lại nghề làm tóc ở làng này, nhưng Ryuzo và Kiyo phản đối vì làm thế là sỉ nhục danh phẩm gia đình. Ryuzo túng thiếu nên xin tiền mẹ, nhưng bà lại đi mắng Oshin vì đã phàn nàn với chồng, gây ra sự rạn nứt giữa hai người.
Oshin muốn rời khỏi đây, đi tới khu lân cận hoặc quay trở về Tokyo, nhưng Ryuzo không hề lắng nghe bởi anh vẫn lo lắng làm thế nào có thể xoay sở khi họ không xu dính túi. Anh quyết định tham gia cải tạo đất từ biển, với hy vọng sau 10 năm nữa anh sẽ được sở hữu nó. Còn Oshin vẫn luôn phải chịu rất nhiều cơ cực, phải lao động cường độ cao nhưng Ryuzo thì chẳng mảy may quan tâm. Khi Oshin bị bóc lột hà khắc, Ryuzo phát chán với những lời phàn nàn của cô và bắt đầu theo phe mẹ mình. Anh thậm chí còn ngủ riêng sang phòng khác, điều khiến bà Kiyo rất vui mừng, ủng hộ anh nhanh chóng ly hôn với Oshin.
Một ngày nọ Oshin nhận lá thư của bà chủ tiệm làm tóc đã quay trở lại Tokyo sau trận động đất về việc sẽ mở thêm cửa tiệm mới trong vòng vài tháng tới. Oshin quyết định góp sức khi thời cơ tới. Nhưng khi lên kế hoạch chạy trốn, Oshin nhận ra rằng mình đang mang thai đứa thứ hai.
Vào cái ngày mà cô chuẩn bị bắt chuyến tàu tới Tokyo, Ryuzo đã phát hiện ra và ép cô về nhà. Khi anh không thể khuyên cô ở lại, anh cãi nhau với cô để giành lại quyền nuôi con. Oshin ngã và đầu đập mạnh, cánh tay phải gãy nên cô không còn lựa chọn nào khác ngoài việc theo Ryuzo về nhà. 
Do gãy tay, Oshin không thể nào nấu ăn, thêu thùa hoặc chăm sóc cho Yu, giờ đây phải giao lại con cho mẹ chồng Kiyo. Vì vết thuơng chỉ nhìn rõ trên đầu mà không phải tay nên toàn bộ gia đình bao gồm cả Ryuzo bắt đầu nghi ngờ rằng Oshin đang giả vờ bị thương. Nhận thức được việc cô là gánh nặng cho gia đình, Oshin không thể nói với ai khác là cô đang mang thai. Tuy nhiên Ryuzo nhận ra điều đó, nó khiến cho họ gần nhau hơn một chút.
Không may mắn thay, Kiyo sau khi biết kế hoạch bỏ trốn của Oshin muốn đuổi cô ra khỏi nhà, Ryuzo buộc phải tiết lộ rằng Oshin đang mang thai và do đó cần ở lại đây. Nhưng Kiyo lại một mực tin rằng đó sẽ chỉ là điềm xui nếu Oshin và con gái của bà Ritsuko cùng mang thai, cùng thời gian, cùng chung một ngôi nhà-và một trong hai đứa trẻ sẽ gặp đen đủi. Oshin đồng ý dọn xuống gian nhà kho để làm mẹ chồng yên tâm. 
Ritsuko sau đó đã sinh được một đứa trẻ khỏe mạnh. Oshin chuyển dạ cùng lúc nhưng do lao động cưỡng ép cực nhọc kéo dài đã để lại hậu quả-con Oshin quá yếu để sống sót. Sau khi thảm họa này ập đến, Oshin gần như chết lặng hoàn toàn.
Vì Ritsuko không có đủ sữa cho con bú, Kiyo yêu cầu Ryuzo để Oshin thay thế. Anh đồng ý vì nghĩ rằng điều này sẽ dễ chịu với cô và khiến tâm trí Oshin nhẹ nhõm hơn. Sau khi cho đứa trẻ bú, Oshin như sống lại và tiếp tục chăm nuôi nó. Kiyo do biết ơn nên đã hứa sẽ đối xử với Oshin tốt hơn.
Sau một tháng, Ritsuko cùng đứa bé quay về nhà. Cùng lúc này, Oshin quyết tâm rời đi bởi cô biết rằng nếu còn tiếp tục ở lại thì suốt cuộc đời này cô sẽ phải làm ruộng ở mảnh đất Saga mà chẳng thu được một cái gì. Biết rằng nhiệm vụ đã hoàn thành, cô thông báo với gia đình rằng mình sẽ rời đi Tokyo. Ryuzo đồng ý để cô đi như là minh chứng cho tình yêu của họ, tin rằng họ sẽ cùng nhau đoàn tụ một ngày không xa. Bố của Ryuzo và anh cả cho cô một chút tiền giúp cô rời đến Tokyo. Kiyo tức điên lên và từ chối để cho Yu theo đi cùng cô. 
Khi chuẩn bị rời đi vào sáng hôm sau, Kasumi, chị dâu Ryuzo nói rằng sẽ mang Yu đến giúp cô. Vì Kiyo không chịu trả lại Yu, Oshin đành phải tin tưởng chị dâu, Kasumi giữ đúng lời hứa và đánh cắp được đứa bé khi Kiyo ra ngoài. Oshin rời Tokyo cùng Yu.

### Chợ đêm Tokyo
Oshin được bà chủ chào đón hồ hởi khi quay lại Tokyo. Nhưng Oshin nhận ra rằng tay của cô vẫn không bình phục hoàn toàn để cô có thể tiếp tục nghề làm tóc. Bảo kê Ken giúp cô dựng một quán ăn nhỏ ở chợ đêm và thuê giúp cô một căn nhà. Tất cả có vẻ như đã ổn cho đến một ngày người phụ nữ nọ xông vào nhà Oshin khi Ken đang ở đây. Cô ấy hóa ra lại là người tình của Ken và mắng rằng Ken có tình cảm với Oshin nên mới dành toàn bộ tiền của anh ấy cho cô. Ken thừa nhận rằng anh có tình cảm với Oshin, nhưng anh ấy chưa làm gì sai cả. Oshin kinh ngạc và buồn khi biết rằng cô lại chính là nguyên nhân cho nỗi đau của một người phụ nữ khác, đồng thời cảm thấy không thoải mái về tình cảm Ken dành cho mình. Cô lo lắng tin đồn này sẽ tới tai Ryuzo ở Saga. Mặc cho bà chủ tiệm tóc cố giữ cô ở lại, Oshin không thể để mình làm gánh nặng cho bà được, cô quyết định từ bỏ cửa hàng và quay về nhà ở Yamagata. 
Bà Fuji vô cùng vui mừng khi thấy con gái của mình sau 4 năm, nhưng anh trai của Oshin đối xử rất lạnh nhạt khi biết rằng cô có ý định ở lại đây. Họ không đủ thức ăn để nuôi cô và Yu. Fuji nỗ lực bảo vệ Oshin dưới sự đối xử dửng dưng, cay nghiệt của vợ chồng anh cô. Oshin cũng xoay sở tìm việc để kiếm sống.

### Làm chủ quán ăn ở Sakata
Đến một ngày, Oshin được biết bà lớn ở Kaga-ya ốm nặng và có vẻ không qua khỏi. Oshin về thăm Kaga-ya đúng lúc bà lớn dứt hơi thở cuối cùng. Masao, chồng Kayo đến để thắp nén hương, nhưng Kayo muốn anh ta dời ngay lập tức vì cô không thể nào tha thứ cho việc anh đã có con với một người phụ nữ khác. Oshin khuyên nhủ Kayo hãy cho Masao một cơ hội nữa vì nhà Kaga-ya cần người thừa kế.
Sau khi biết tình cảnh của Oshin, Kayo bảo Oshin hãy ở lại Sakata rồi mở một cửa tiệm. Oshin quyết định mở một quán ăn đơn giản, với tiền vay từ nhà Kaga-ya.
Mới đầu, quán ăn của Oshin vắng khách. Sau 3 ngày quảng cáo, quán ăn bắt đầu trở lên khấm khá hơn. Vì cha và chồng của Kayo hiện đang tiếp quản công việc kinh doanh gia đình, Kayo đến phụ giúp cho quán ăn của Oshin. Kayo rất ngạc nhiên và cảm động khi Masao đồng ý cho cô làm điều đó.
Rồi đêm nọ có một vị khách say xỉn tới quán ăn đòi uống rượu sake. Oshin đáp rằng không có rượu sake và yêu cầu gã ta rời đi. Vị khách này bắt đầu làm to chuyện cho đến khi Kayo mang cho gã sake. Kayo bảo với Oshin về việc có thể kiếm lời theo cách này. Oshin vẫn còn do dự bởi cô không muốn chuyển từ quán ăn sang quán rượu.
Đột ngột, xã hội đen địa phương xuất hiện ở quán ăn để cản trở Oshin bán rượu giá rẻ làm ảnh hướng đến hoạt động kinh doanh của các quán rượu khác. Khi bọn chúng chuẩn bị đập phá cửa tiệm thì, Kayo vô cùng sợ hãi nói rằng sẽ nghe theo lời chúng, nhưng Oshin vẫn rất cứng rắn bảo mình sẽ không đầu hàng. Sau đó, bọn xã hội đen rất ngạc nhiên khi Oshin biết chào theo quy tắc ngầm mà cô đã học được từ Ken ở Tokyo. Bọn chúng tỏ ra rất ngưỡng mộ Oshin, gọi cô là chị và hứa sẽ bảo kê quán ăn này. Oshin nói với Kayo rằng thực tế cô không phải người của bang phái Ken thành lập mà chỉ đơn giản học được cách chào từ Ken mà thôi.
Quán ăn của Oshin giờ đã làm ăn phát đạt đủ để nuôi Ryuzo, Oshin và Yu. Oshin viết thư cho Ryuzo suốt một năm trời nhưng chưa bao giờ nhận được lời hồi đáp. Cô lờ mờ đoán được rằng đường thư của cô đã bị Kiyo chặn, vì thế Ryuzo thậm chí còn chẳng biết Oshin sống ở nơi nào. Oshin quyết định viết cho Ryuzo lần cuối cùng. Nếu Ryuzo không hồi âm, cô sẽ từ bỏ anh.
Một đêm nọ, Kota tới quán ăn của Oshin mà không hề nhận ra Oshin làm chủ ở đây. Kayo lúc này đã gần như quên hết tình yêu cuồng nhiệt mà mình đã từng dành cho anh, nói với Kota rằng Oshin và Yu bị Ryuzo bỏ rơi. Kota bảo Oshin rằng biểu tình lao động giờ đây đã hợp pháp và anh ấy không cần phải chạy trốn khỏi cảnh sát nữa. Anh ngỏ ý muốn làm cha của Yu.
Nhưng như thế vẫn còn quá sớm, chính phủ đột nhiên can thiệp vào các cuộc biểu tình, khiến cho Kota một lần nữa không thể có gia đình trọn vẹn. Oshin nói với Kota rằng việc nghe được tình yêu của anh đã xoa dịu toàn bộ những đắng cay trong lòng cô suốt những tháng năm qua. Kota khẳng định rằng dẫu họ không cưới nhau, nhưng anh sẽ luôn chăm sóc cho hai mẹ con cô. Đối với Oshin, như vậy là đủ. 
Quay trở lại Saga, để thuyết phục được Ryuzo từ bỏ Oshin và tái hôn, Kiyo đã đưa anh lá thư của Kota, trong đó đề cập đến việc Oshin gửi cho Ryuzo rất nhiều bức thư nhưng không được trả lời. Kiyo nói rằng Oshin hẳn đang nói dối Kota để khiến cho bản thân cô ấy có vẻ tốt đẹp hơn. Không thể chịu đựng sự lừa dối này thêm, Kasumi cuối cùng cũng đưa cho Ryuzo mảnh vụn của những bức thư bị Kiyo chặn lấy rồi xé rách. Ryuzo bảo mẹ hãy từ bỏ ý định anh sẽ tái hôn đi, Oshin sẽ luôn là vợ anh và khi nào anh sở hữu mảnh đất, anh sẽ đón Oshin quay về. Trong khoảng thời gian này thì cô ấy ở Sakata vẫn tốt hơn là quay về Saga chịu khổ. Nếu họ đủ niềm tin cho nhau, một ngày nào đó nhất định họ sẽ tái hợp. Ryuzo viết thư cho Oshin và gửi cô một ít tiền.
Oshin vô cùng vui khi cuối cùng cũng nhận được lá thư hồi âm của Ryuzo. Tuy nhiên, Kota ngạc nhiên rằng Ryuzo chọn ở lại Saga thay vì đến Sakata. Nhưng Oshin hiểu, rằng Ryuzo có kiêu hãnh của một người đàn ông-anh ấy muốn có được mảnh đất ấy. Và Oshin cũng biết rằng Ryuzo không muốn làm chủ một quán ăn.

### Bán hải sản ở Ise
Kota sắp xếp cho Oshin ở với họ hàng mình tại Ise và bán hải sản. Oshin sớm quen với việc kinh doanh, dần thu hút được khách hàng với nguồn thực phẩm tươi cùng giá rẻ. Cô mơ ước một ngày nào đó Ryuzo sẽ cùng cô và Yu ở Ise này.
Rồi đêm nọ, cơn lốc xoáy đổ bộ vào Nhật Bản, cuốn sạch toàn bộ đất đai ở Saga mà Ryuzo đã chịu biết bao khổ cực suốt 4 năm qua để giữ được. Ước mơ một lần nữa bị đập vỡ tan tành, Ryuzo rời Saga bắt đầu cuộc sống mới.
Khi Oshin bán cá vào buổi sáng nọ, cô nhìn thấy hình bóng một người rất quen thuộc-đó chính là Ryuzo. Khi cô bắt kịp anh, anh tiết lộ rằng mình đang trên dường tới Manchuria có nhiều bạn bè sát cách để bắt đầu lại lần nữa. Anh lên kế hoạch tới Ise để li hôn với Oshin nhưng khi anh nhìn thấy cô cùng Yu, anh biết mình không thể làm được điều đó. Anh xin cô hãy đợi anh. Khi anh định rời đi, anh nhìn Yu, họ tái hợp trong nước mắt.
Buổi sáng trước khi Ryuzo lên đường đến Manchuria, anh giúp cô dời hành vào thành phố và Oshin gửi lời tạm biệt. Tuy nhiên, sau khi nhìn thấy chiếc xe hàng nặng mà Oshin phải đẩy đi 7 dặm mỗi ngày, Ryuzo quyết định theo đuôi cô để xem công việc bán cá ấy là như thế nào. Rồi anh nhận ra rằng Oshin đang phải làm việc cực nhọc ra sao, nên anh không đành lòng, chọn ở lại để phụ giúp cô. Oshin rất vui khi gia đình đoàn tụ sau ngần ấy thời gian. Hai người họ bắt đầu mở một cửa tiệm bán cá trong thành phố. Ryuzo bắt đầu tìm hiểu về cá và cách chế biến.
Oshin viết về Saga gửi cho bố Ryuzo. Kiyo rất tức giận và yêu cầu chồng mình đến Ise để ép Ryuzo về nhà, nhưng ông ấy yêu cầu bà cần phải ngưng lại ngay việc chia rẽ cặp vợ chồng họ thêm một lần nữa. Kiyo cuối cùng cũng nhận ra rằng tình yêu của con trai mình dành cho vợ lớn hơn nhiều đối với bản thân bà. Bà gửi cho Ryuzo gia sản của anh, cùng với lá thư ủng hộ việc làm lại cuộc đời ở Ise với Oshin. Oshin cảm kích khi Kiyo cuối cùng cũng chấp nhận mình, và quyết tâm giúp cửa hàng làm ăn thật rực rỡ để bố Ryuzo khi nào đó lại ghé qua đây thăm.

### Sự khởi đầu và kết thúc
Bà Fuji ngày một già yếu, không thể làm công việc đồng áng nặng nhọc nữa. Con trai và con dâu thấy quá phiền phức khi phải nuôi một miệng cơm vô dụng như bà. Khi Oshin ngỏ lời mời mẹ thăm họ ở Ise, anh trai cô đã để cho bà ở cùng Oshin mãi mãi. Oshin và Ryuzo đều băn khoăn làm cách nào thuyết phục được bà ở đây với họ, Oshin còn nhận ra rằng cô đang mang thai lần thứ ba. Fuji lo lắng việc sẽ trở thành gánh nặng bởi bà không còn đủ sức làm việc nữa. Nhưng hai vợ chồng họ đều cật lực khuyên bà ở lại, ít nhất đến khi đứa bé được hạ sinh. Oshin cũng rất vui mừng khi biết được Kayo cuối cùng đã mang thai người kế thừa cho nhà Kaga-ya sau 10 năm chung sống với Masao.
Oshin sinh một bé trai khỏe mạnh tên là Hitoshi (tính bản thiện). Tuy nhiên, vài phút sau sinh nở, Fuji đổ bệnh. Bà bị bệnh bạch cầu, không thể cứu chữa được. Để hoàn thành tâm nguyện cuối cùng của mẹ, Oshin đưa mẹ về căn nhà ở Yamagata, cõng bà trên lưng bởi hiện tại bà quá yếu không thể đi lại được. Bà Fuji chết trong vòng tay của Oshin tại chính ngôi nhà của mình.

### Nhà Kaga-ya lụi bại
Oshin được hay tin chồng Kayo tự sát. Kota xuất hiện nhờ Oshin mang 100 yên tới cho Kayo đang sống ở Tokyo. Khi Ryuzo nhìn địa chỉ, anh nói rằng trước khi có trận động đất, nơi đây từng là một khu phố tệ nạn với rất nhiều các nhà chứa. Oshin vẫn một mực tin rằng Kayo không bao giờ rơi vào viễn cảnh đó dù cho chuyện tồi tệ gì có xảy ra. Nhưng Ryuzo nhắc nhở Oshin hãy chuẩn bị cho tình huống xấu nhất.
Oshin dưới sự trợ giúp của Ken đã tìm ra Kayo ở khu phố đèn đỏ Tokyo. Giờ đây, trước mắt cô là một Kayo tiều tụy, suy sụp, không còn là một cô tiểu thư cao quý, Kayo làm gái. Kayo nói rằng Masao đã đánh cược toàn bộ gia sản nhà Kaga-ya vào công việc kinh doanh và đổ bể. Cô cùng bố mẹ phải đến Tokyo nhưng mẹ cô đổ bệnh ngay sau cái chết của cha, bởi vậy Kayo phải bán thân để mua thuốc cho mẹ. Thậm chí không thể mang xương cốt của họ về Sakata mai táng đàng hoàng, Kayo giờ đây chỉ sống vì con trai là Nozomi.
Do không có 1000 yên tiền mặt để chuộc Kayo, Oshin nghĩ rằng ít nhất cũng phải mang Nozomi về Ise. Nhưng khi cô và Ken quay trở lại nhà chứa, Kayo đã chết. Cô chết vì mắc bệnh đau dạ dày nhưng lại uống quá nhiều rượu sake tối đó, cô nôn ra máu và nghẹt thở đến chết.
Oshin tìm thấy lá thư tuyệt mệnh của Kayo trong đống hành lý, Kayo biết rằng cô không còn sống được bao lâu, nhưng khi gặp được Oshin, cô biết rằng mình có thể tin tưởng giao Nozomi cho Oshin chăm sóc. Oshin thề rằng, từ bây giờ, cô sẽ nuôi dưỡng Nozomi như con ruột.

### Gia đình phát đạt
Oshin cùng Nozomi trở về Ise, Ryuzo hoàn toàn ủng hộ điều này. Họ chôn cất xương cốt Kayo và bố mẹ cô ở Ise để Nozomi thường xuyên có thể thăm viếng họ. Và cậu bé có thể mang họ về Sakata sau này nếu muốn.
Một ngày kia, Kota tới Ise. Anh bảo Oshin hãy chỉ cho mình chỗ mộ Kayo để tỏ lòng kính trọng. Oshin nói rằng cô sẽ gặp anh để anh có thể nhìn Nozomi nhưng anh nói không, phòng trường hợp anh bị cảnh sát bắt được. Sáng hôm sau, Oshin đợi anh ở mộ cùng Nozomi và Hitoshi, nhưng khi Kota đến, anh bị truy đuổi bởi cảnh sát, họ buộc tội anh về kế hoạch đào tẩu sang Moscow. Cảnh sát để Kota thắp nén nhang cuối cùng cho Kayo trước khi áp giải anh đi. Kota giả vờ rằng mình không biết Oshin để bảo vệ cô, nhưng Oshin thật sự rất đau đớn khi nhìn thấy Kota xa dần.
Bốn năm sau, Ken tới Ise trên chuyến đi Osaka. Anh cùng với Hatsuko, một bé gái 9 tuổi từ Yamagata, người mà anh định bán cho nhà chứa ở Osaka để làm công việc dọn dẹp. Ken có quan hệ với bố mẹ của em-những người nông dân do mất mùa mà không có cách nào khác đành phải bán em đi với giá 50 yên. Sự quật cường cùng tính cách lạc quan của em đã khiến Oshin thấy chính hình bóng của mình trong em, và cả Ai, người con Oshin sinh không thành cũng sẽ tầm tuổi của em như bây giờ nếu còn sống. Hai vợ chồng quyết định là sẽ giữ Hatsuko lại, trả cho Ken 50 yên. Ryuzo và Oshin đối xử với Hatsuko như người nhà, thậm chí còn thu xếp cho em được đi học.
Hatsuko lớn lên và chơi thân với con trai Oshin. Sắp tới, Yu phải tham gia một kỳ thi vô cùng quan trọng. Yu nói với Hatsuko rằng cậu phải vượt qua kỳ thi bởi mẹ đã luôn phải làm việc cực nhọc để chăm lo cho cậu. Đêm trước hôm thi, Oshin và Ryuzo bị đánh thức bởi tiếng nước xối. Khi họ vào trong sân, họ phát hiện Hatsuko đang dội nước lạnh vào mình để cầu nguyện cho Yu thi đỗ, đây là một nghi thức trong làng. Gia đình rất cảm động với lòng chân thành của cô bé, dù cho rất trẻ con.
Ngày trước khi Hitoshi và Nozomi nhập học, Oshin quyết định nói với Nozomi rằng em là con nuôi và cha mẹ thân sinh của em là người nhà Yashiro. Cô dẫn em tới thăm mộ cha mẹ mình. Nozomi khấn cầu mong mọi chuyện suôn sẻ, nhưng ngay ngày đầu tiên em bị bạo lực ở trường vì là đứa trẻ mồ côi nên đã bỏ nhà ra đi. Gia đình tìm kiếm suốt đêm, cuối cùng Oshin đã thấy em trước mộ Kayo. Khi Oshin nhìn thấy em, cô đã tát em vì không đủ mạnh mẽ để đối mặt với áp lực. Cô nói rằng cuộc đời luôn đầy rẫy những gian truân. Em hứa rằng sẽ quay trở lại trường học, và Oshin nói rằng cả gia đình vẫn luôn coi em như một thành viên không thể thiếu. Oshin mang Nozomi về nhà nơi em được mọi người chào đón nồng hậu.
Lần này, Oshin lại phát hiện ra mình mang thai. Ryuzo rất vui, nhưng đồng thời quan ngại về việc trang trải cuộc sống, anh đề nghị rằng sẽ gửi Hatsuko về nhà khi hợp đồng 3 năm kết thúc và sau khi em đã học xong tiểu học. Dù sao thì bố mẹ em hẳn đang chờ đợi em về. Oshin lưỡng lự khi phải để Hatsuko đi và cảm thấy rằng họ nên để cho em tự quyết định khi thời điểm đó tới.

### Nhật Bản nhảy vào cuộc chiến
Nhật Bản bắt đầu bước vào chế độ quân phiệt. Ryuzo tham gia quân đội để dành dụm được nhiều tiền hơn cùng với tiệm cá. Điều này khiến Oshin phản đối nhưng dần chấp thuận khi cô đặt mục tiêu của anh lên trước và cũng nghĩ đến việc họ cần khoản hỗ trợ tài chính. Do chịu ảnh hưởng của tuyên truyền chiến tranh trong khoảng thời gian này mà Yu bắt đầu dần nghiêng theo và ủng hộ cho chiến tranh Trung-Nhật.
Khi Yu bắt đầu vào cấp ba, cậu đề nghị cha cho phép tham gia Học viện Quân sự nơi mà những học sinh được đào tạo để tham gia chiến đấu. Oshin tình cờ nghe được cuộc trò chuyện và xen ngang vào ngay khi Ryuzo đồng ý. Với niềm tin vào chủ nghĩa hòa bình, Oshin nhất quyết không cho Yu nộp đơn. Khi Yu vẫn khăng khăng với quyết định của mình, Hatsuko đã nhắc cho cậu nhớ rằng Oshin không hề muốn cậu đi bởi vì mẹ đã trải qua khoảng thời gian cơ cực bần hàn nhất cùng cậu khi còn nhỏ. Để làm cho Oshin yên lòng, Yu quyết định sẽ nộp đơn nhập tới Kyoto để học Nhân văn học thay vì tham gia Học viện Quân đội.
Tới năm 1940, sản xuất lương thực thực phẩm là một cách để ủng hộ chiến tranh. Đây cũng là lúc trên chợ đen tràn ngập các mặt hàng thực phẩm. Khi chợ đen bắt đầu bán cá nhập khẩu trái phép, cửa tiệm của Oshin buộc phải đóng cửa để tránh những rắc rối. Gia đình Oshin chuyển tới nhà mới mà trước đó chủ sở hữu là một người đàn ông làm việc trong quân đội, giờ đã di dời sang Bình Nhưỡng. Khi Yu về lại nhà, Yu và Hatsuko đã thổ lộ tình cảm cho nhau, điều này bị Ryuzo phải đối. Ryuzo cũng tham gia vào ủy ban quân sự, nơi mà anh ủng hộ các nam sinh nhập ngũ, và bắt đầu xây dựng nhà máy sản xuất đồng phục. Cuộc sống tiếp diễn như thường cho đến khi Yu quay về nhà lần nữa năm 1943. 
Yu tiết lộ cho Ryuzo về lệnh miễn trừ tham gia nghĩa vụ quân sự đã bị dỡ bỏ, và sau đó báo tin với Oshin rằng cậu sẽ phải nhập ngũ trong vòng 1 tháng tới. Oshin quá đỗi kinh ngạc đến bật khóc ngay trước mặt Yu và cảm giác như chính mình đã phản bội lại Shunsaku vậy, người lính đã đào ngũ khỏi quân đội vì ủng hộ chủ nghĩa hòa bình khi cô còn là đứa trẻ. Sau một tháng, Yu rời ghế nhà trường.
Khi các cuộc không kích dần trở lên đáng quan ngại hơn, Ryuzo đắn đo xem rằng có nên gửi Tei về vùng nông thôn để em không bị ảnh hưởng bởi các cuộc không kích hay không. Ryuzo gửi em tới nhà của công nhân trong xưởng nơi sau đó Tei đã bị bạc đãi và làm ngơ. Khi Nhật Bản thua cuộc, trung đoàn của Yu bị gửi tới Philippines, cậu sẽ an toàn hơn là ở Nhật Bản rồi phải chịu các cuộc công kích trên không như giờ. Hitoshi bắt đầu ủng hộ chiến tranh và tuyên bố rằng cậu muốn tham gia quân đoàn kamikaze, điều khiến cho cả Oshin và Ryuzo đều phản đối. Tuy nhiên, Hitoshi vẫn bỏ trốn được và gia nhập quân đoàn.
Gia đình Oshin bắt đầu hứng chịu cuộc không kích đầu tiên và mục tiêu của cô là giữ ngôi nhà sẽ không bị thiêu rụi thay vì sơ tán tới hầm trú bom. Sau cuộc không kích, Oshin nhận cuộc điện thoại báo rằng Yu đã chết ở Phillipines. Oshin không tin tận cho đến khi chính mắt nhìn thấy thi thể của con, và được người bạn thân nhất của cậu cho biết rằng cậu nhiễm căn bệnh sốt rét. Sau đó, Nhật Bản đầu hàng quân đồng minh 1945.
Lúc này, Ryuzo nhận ra rằng công ty anh hoàn toàn hết vốn. Sợ hãi, thất vọng, tủi nhục rằng anh đã phản bội Oshin, anh được tìm thấy ở một ngọn núi, đã tự tử, mặc dù anh biết rằng Oshin và gia đình đang cần anh. Oshin giờ trở thành góa phụ, mất đi đồng thời hai thành viên trong gia đình bởi cuộc chiến tranh. Cô đã xoay sở thành công đưa Tei về bên mình. Hatsuko, không thể cáng đáng việc gì, đã rời lên Tokyo để làm việc cho xưởng gạo.
Biến cố mới lại ập đến khi chủ sở hữu ban đầu của người nhà trở về từ Bình Nhưỡng và yêu cầu trả nhà. Họ vẫn còn giấy chứng từ tài sản và các loại giấy tờ khác được ký bởi quân đội Nhật Bản nhưng giờ không còn giá trị. Nhà Tanokura trở lên túng quẫn, nghèo khổ, Sau khi bị bắt vì bán đồ ăn trên đường phố để kiếm tiền nuôi gia đình, Oshin bị đuổi ra khỏi nhà trọ. Cuộc chiến tranh đã thôi thúc Oshin làm việc chăm chỉ nhất có thể vì lợi ích gia đình mình.
Sau đó, Oshin được biết mình có thể lại bắt đầu kinh doanh hải sản ở Ise. Bà Hisayama đã mời Oshin và gia đình của cô tới nhà bà và Oshin vui vẻ chấp nhận.

### Cửa hàng rau và hải sản
Một thập kỷ trôi qua, Oshin giờ đã 50 tuổi, là chủ của chuỗi siêu thị rau và hải sản cùng với Hitoshi. Ken đến thăm Oshin, nói với bà rằng bà cần phải về Tokyo ngay khi có thể. Hatsuko nói dối em làm việc ở xưởng gạo. Thực chất em đang làm việc cho một nhà chứa, chào đón các người lính hàng đêm. Oshin tìm thấy em ở nhà chứa, yêu cầu Ken kéo em ra, và thẳng tay tát em. Oshin cố gắng thuyết phục Hatsuko về nhà với bà và quên đi tất cả mọi thứ đã xảy ra ở Tokyo. Thời gian ngắn sau đó, họ thuê một cô bé giúp việc tên Yuri. Hitoshi muốn trở thành một doanh nhân và gây dựng cuộc sống từ đây. Anh ấy cũng nói với Yuri rằng một ngày nào đó, anh và Yuri sẽ cưới nhau. Vài tháng sau, Hitoshi chuyển đến Tokyo làm nhân viên bán hàng và biết rằng anh sẽ không thể nào tìm được một công việc nếu không có bằng cấp giáo dục. Anh lang thang đất Tokyo vài tháng rồi về nhà. Anh gặp vợ tương lai của mình, Michiko, con gái của một doanh nhân giàu có. Yuri sau khi biết điều đó đã bỏ trốn khỏ nhà. Oshin cực kỳ thất vọng về Hitoshi và phản đối hôn nhân giữa Hitoshi và Michiko.

## Phía sau màn ảnh
Câu chuyện của Oshin xây dựng trên tiểu sử thật của một phụ nữ Nhật Bản. Dựa theo hình ảnh người mẹ của Kazuo Wada, một nhà kinh doanh Nhật. Bà là người đã sáng lập ra tập đoàn Yaohan lãnh đạo một loạt các siêu thị tại Nhật Bản. Cấu trúc câu chuyện xoay quanh những bức thư nặc danh được thu thập bởi Sugako Hashida (橋田壽賀子 Hashida Sugako, 10 tháng 5 năm 1925), một nhà viết kịch người Nhật. Hashida từng nói, "Câu chuyện được kể về quá khứ của một người phụ nữ trước khi chết". Hashida cũng nói, "Tôi cảm giác được sự thống khổ của sự phục vụ như một người học việc tại một nhà chứa mà bà ta đã trải qua, và nó đã là một nghĩa vụ của một thế hệ phụ nữ như là niềm vinh dự". Tuy nhiên, khung cảnh câu chuyện trong bộ phim đã quá thô ráp và đen tối làm cho các đài truyền hình của Nhật không chịu trình chiếu bộ phim. Kể cả bộ phận NHK tại Nhật cũng phản đối bộ phim. Hashida cũng đã nói "Chúng ta không thể gây bất lợi cho chế độ thời Meiji". Nhưng sau đó bộ phim đã được trình chiếu dưới sự phê chuẩn của một quan chức là Mikio Kawaguchi (川口幹夫　Kawaguchi Mikio).

## Sự yêu thích từ Oshin
Oshin, một phụ nữ huyền thoại, cô đã thể hiện như là một biểu tượng của sự kiên nhẫn và không bao giờ chịu khuất phục của một người phụ nữ kể cả trong những tình huống khó khăn nhất. Oshin đã được yêu mến không chỉ những người Nhật Bản mà còn ở mọi người trên nhiều nước khắp thế giới. Tại Nhật Bản, nhiều trường hợp được nói tới như là Oshin khi liên quan đến tính kiên nhẫn. Ví dụ như võ sĩ môn đấu vật Sumo là Takanosato được gọi là Oshin Yokozuna như là một sự thể hiện lòng dũng cảm vượt qua khó khăn của bệnh tiểu đường để đạt được trình độ cao trong môn đô vật Sumo. Những hoạt động khác cũng liên quan đến từ Oshin trong năm 1980 như từ "Oshin Diet" khi người dân tại Nhật Bản cố gắng vượt qua nền kinh tế bong bóng và ăn uống khổ cực với củ cải và gạo. Và sau đó một con tàu nổi tiếng xuôi dòng sông Mogami đã được đặt tên là "Oshin Line".
Oshin đã phổ biến trong xã hội khi các đài truyền hình Châu Á trình chiếu bộ phim. Cho đến bây giờ, Ayako Kobayashi (小林綾子　Kobayashi Ayako), một diễn viên vai Oshin từ lúc 6 đến 10 tuổi vẫn được chào đón nồng nhiệt khi cô đến các nước mà bộ phim được trình chiếu. Tại Việt Nam, sau khi Đài truyền hình Việt Nam trình chiếu bộ phim vào năm 1994, từ Ô-sin đã trở thành một danh từ dùng cho người giúp việc trong nhà. Từ Oshin cũng được thể hiện vắn tắt trong cuốn tiểu thuyết Persepolis của Marjane Strapi  người Iran.

## Các vai
Oshin là nhân vật chính.
- Tanimura Shin, là tên lúc thiếu nữ, sinh ra trong một gia đình nông dân nghèo khó ở tỉnh Yamagata. Shin xinh xắn, chăm chỉ và tử tế. Vai này do Kobayashi Ayako diễn giai đoạn Shin còn bé và do Tanaka Yūko diễn giai đoạn Shin là thiếu nữ và phấn đấu trở thành thợ làm đầu giỏi.
- Tanokura Shin, là tên lúc có gia đình rồi trở thành một nhà kinh doanh thành đạt trong lĩnh vực siêu thị. Vai này do Tanaka Yūko diễn giai đoạn Shin còn trẻ và chồng Shin chưa mất, phải vượt qua nhiều khó khăn do tình hình kinh tế của đất nước và chiến tranh.
- Giai đoạn tiếp theo do Otowa Nobuko diễn thể hiện một nhân vật vừa tốt bụng, vừa đầy nghị lực và quyết đoán tiến vào một lĩnh vực kinh doanh mới mẻ.